# Liste des tumulus de Belgique
Cette liste des tumuli de Belgique recense les tumuli subsistant en Belgique, presque tous d'époque gallo-romaine. Ces tumuli se concentrent notamment de part et d'autre de l'ancienne chaussée romaine de Bavay à Cologne. La plupart ont fait l'objet de fouilles à différentes époques. Certains tumuli ont été reconstitués, comme le tumulus du Trou de Billemont, qui se visite. D'autres ont perdu leur tertre mais leur trace est visible depuis le ciel. Une partie des tumuli de Belgique ont été classés par la Commission royale des monuments et des sites.

## Galerie

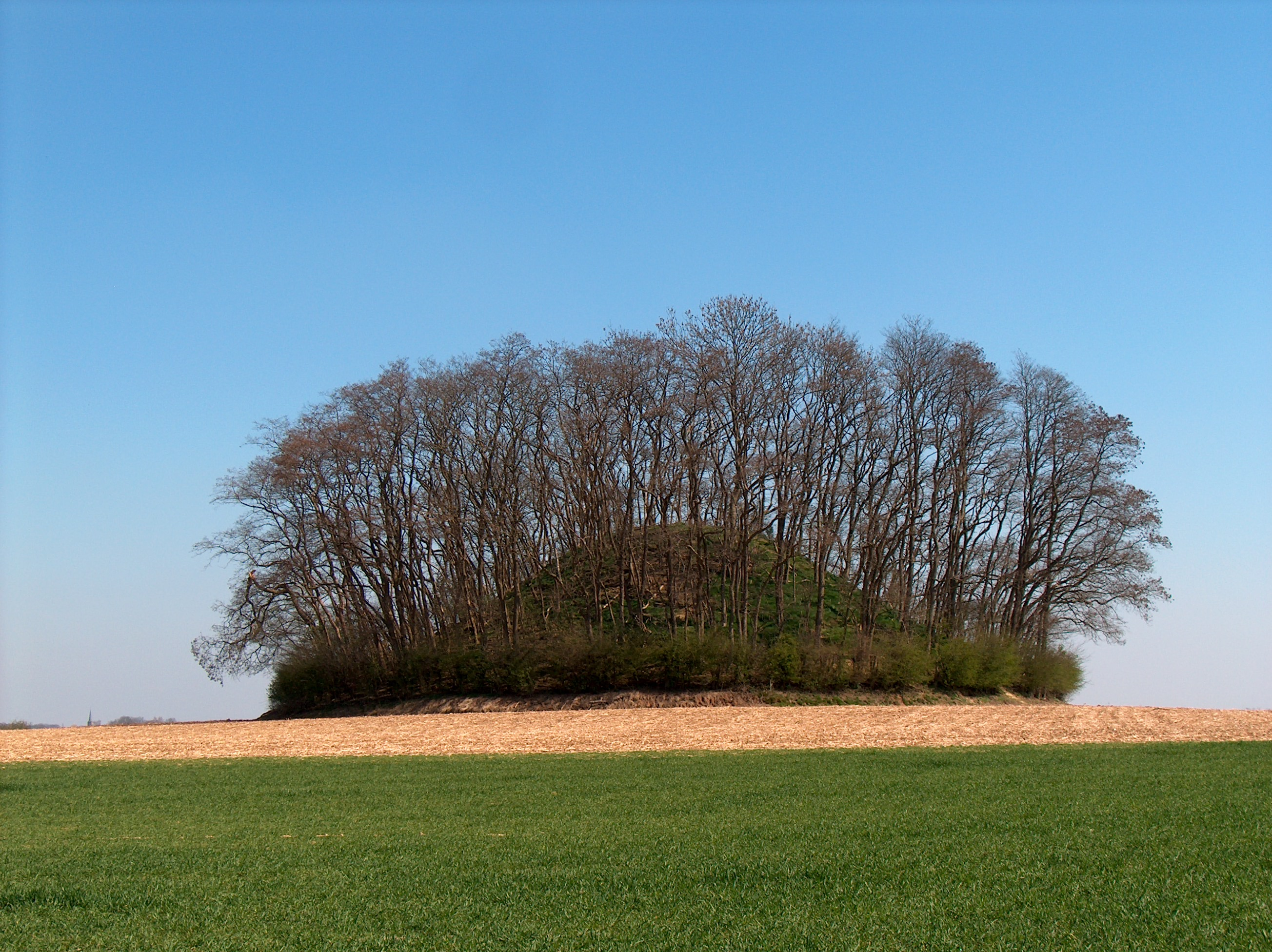
Tumulus d'Hottomont
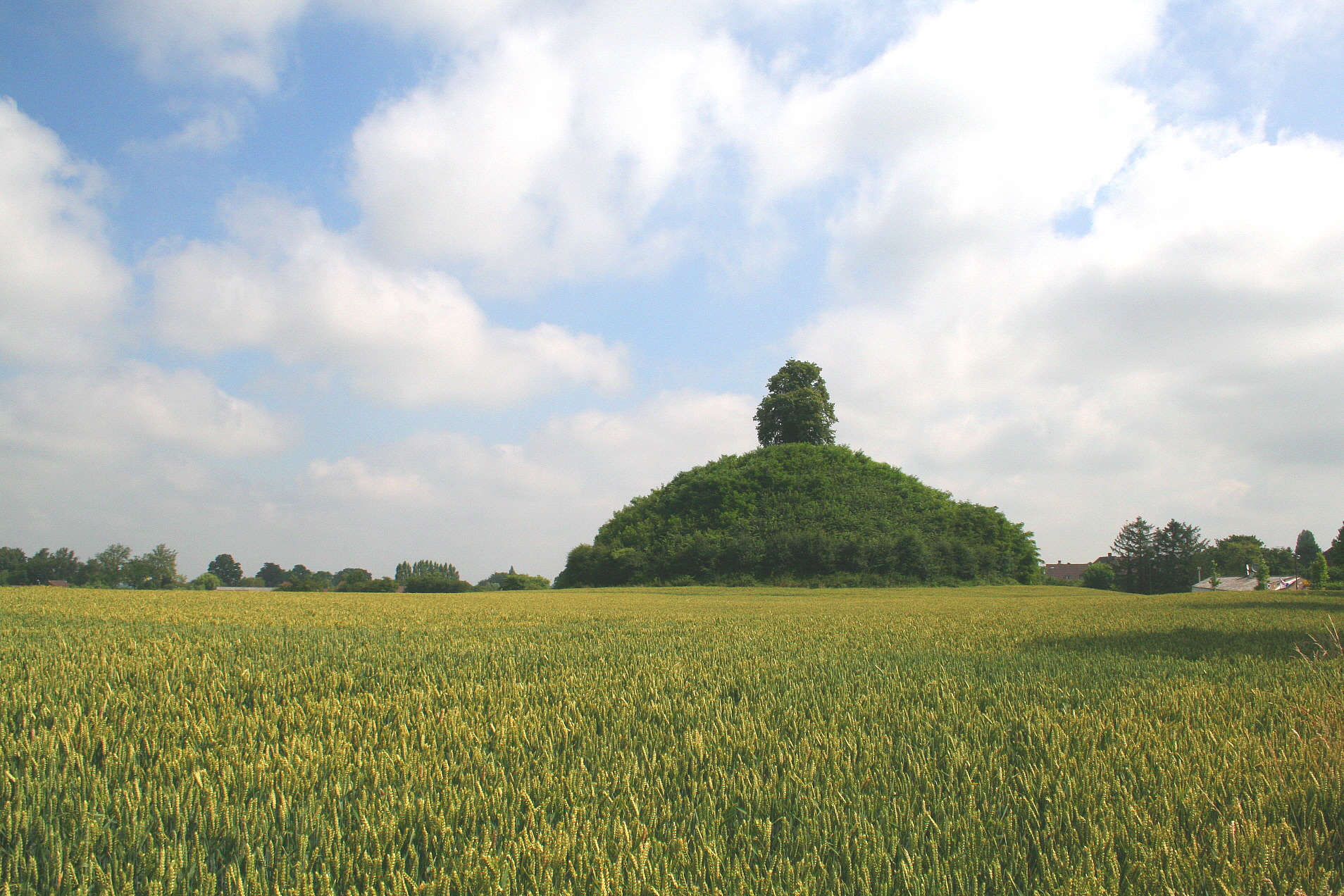
Tumulus de Glimes
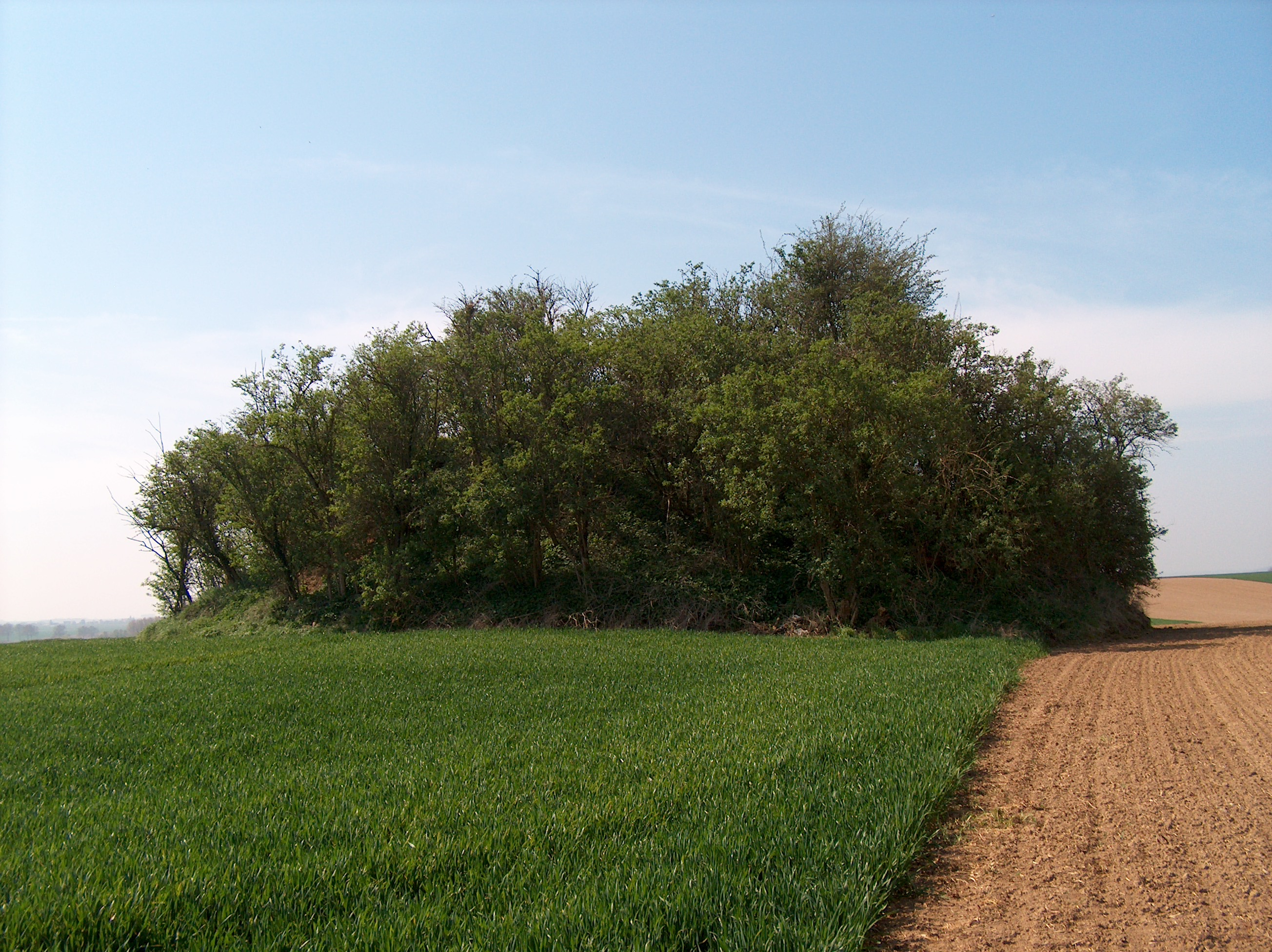
Tumulus d'Avernas
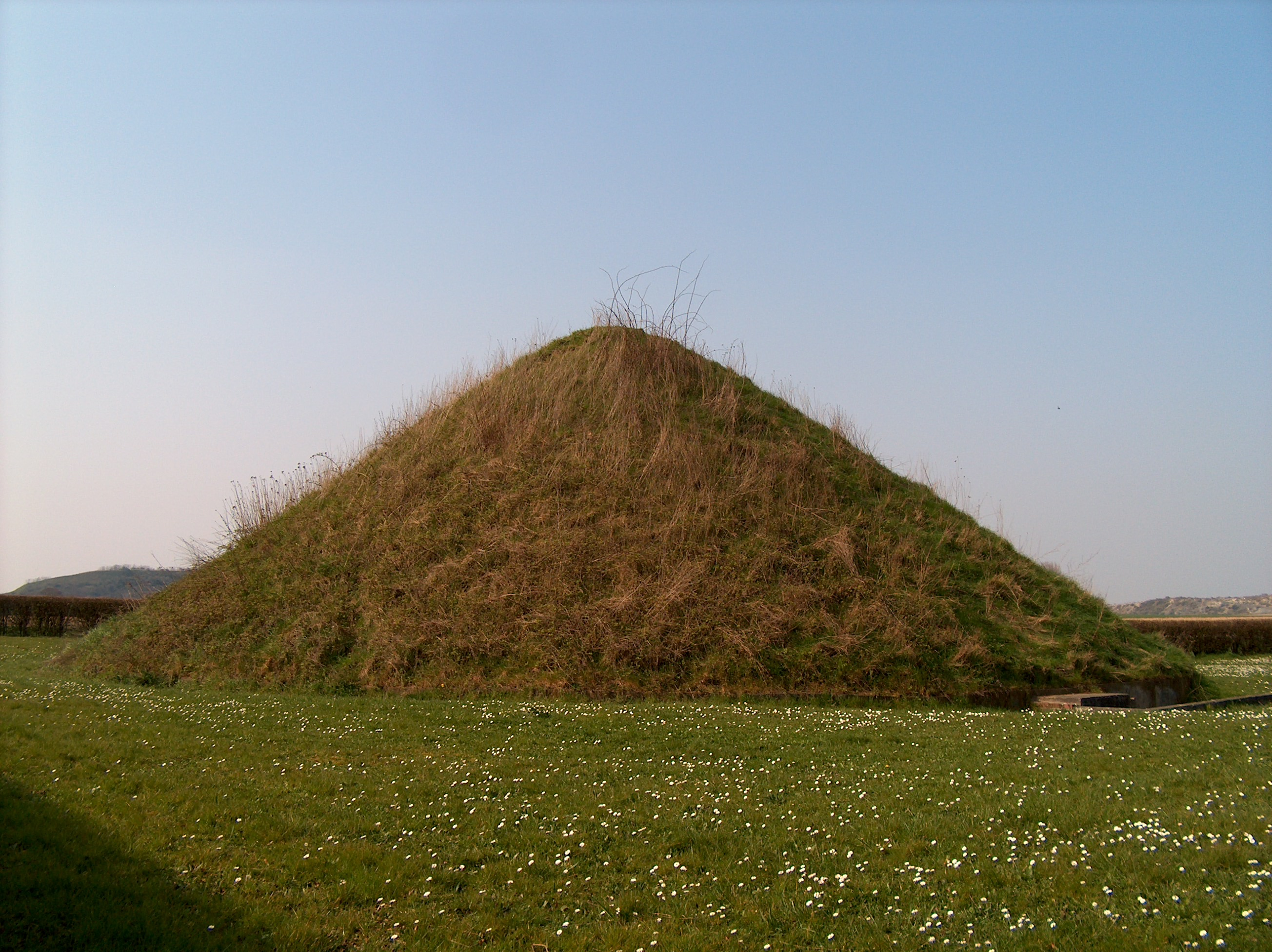
Tumulus du Trou de Billemont
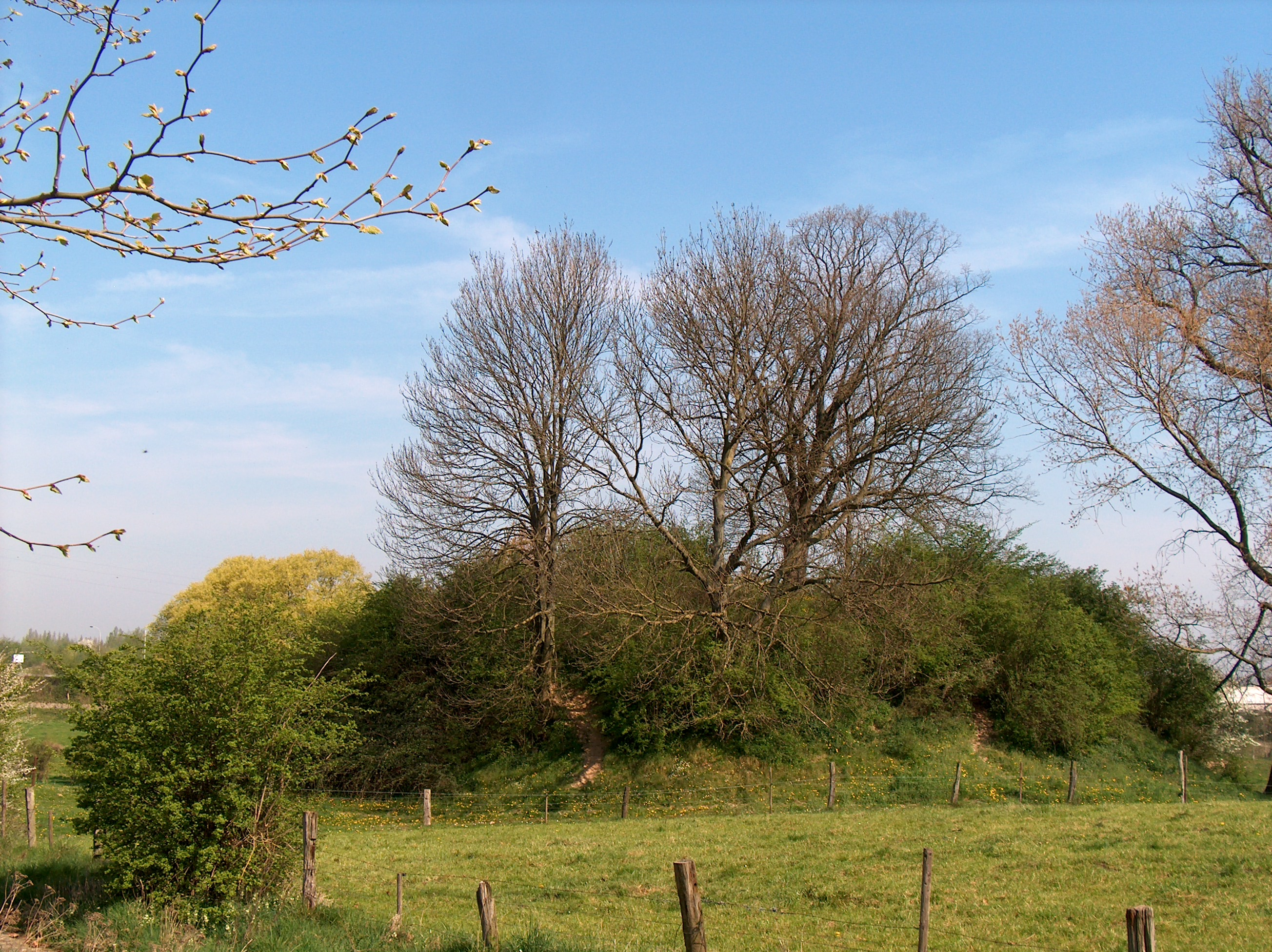
Tumulus de Pépin de Landen
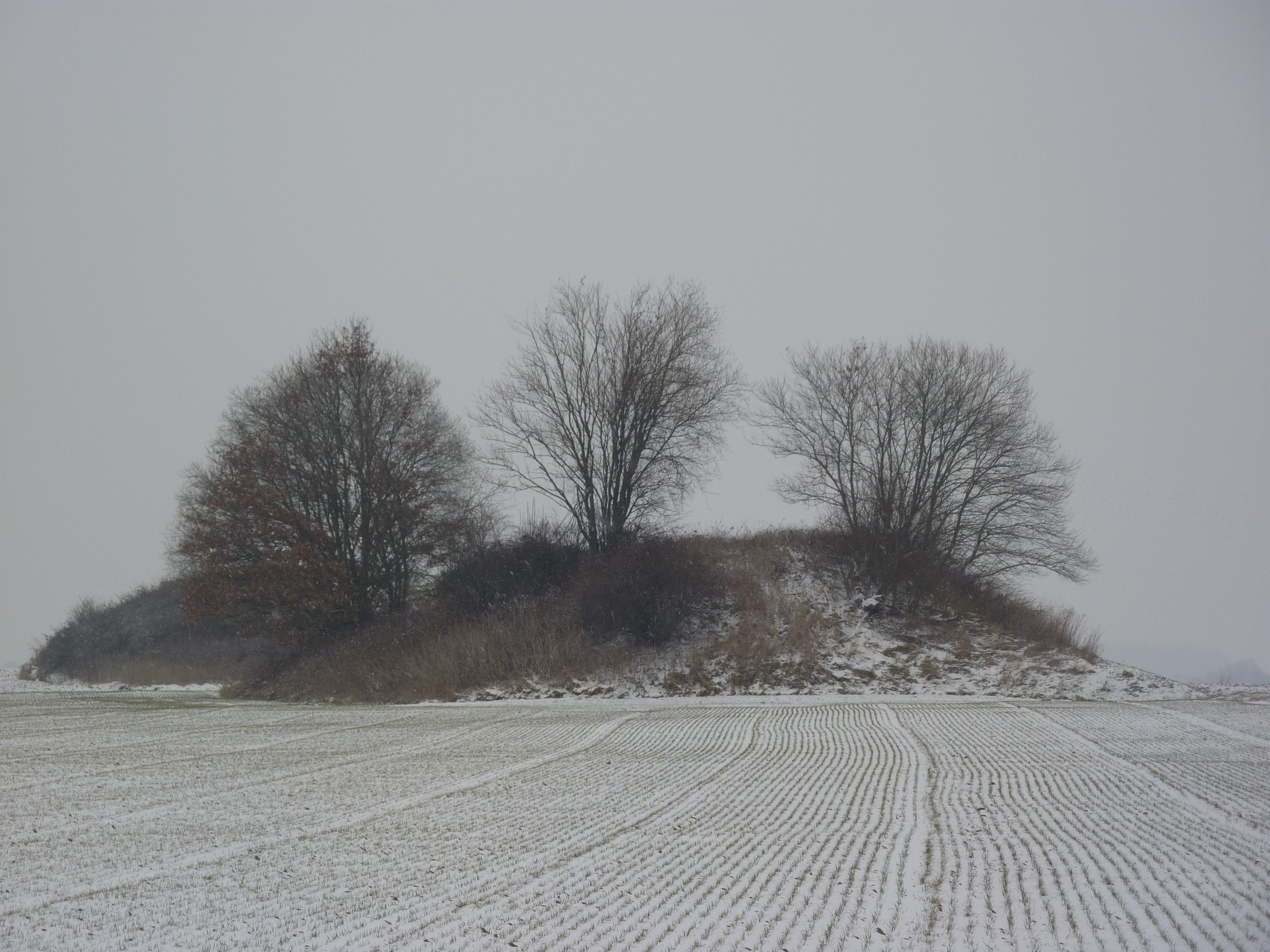
Tumuli de Seron
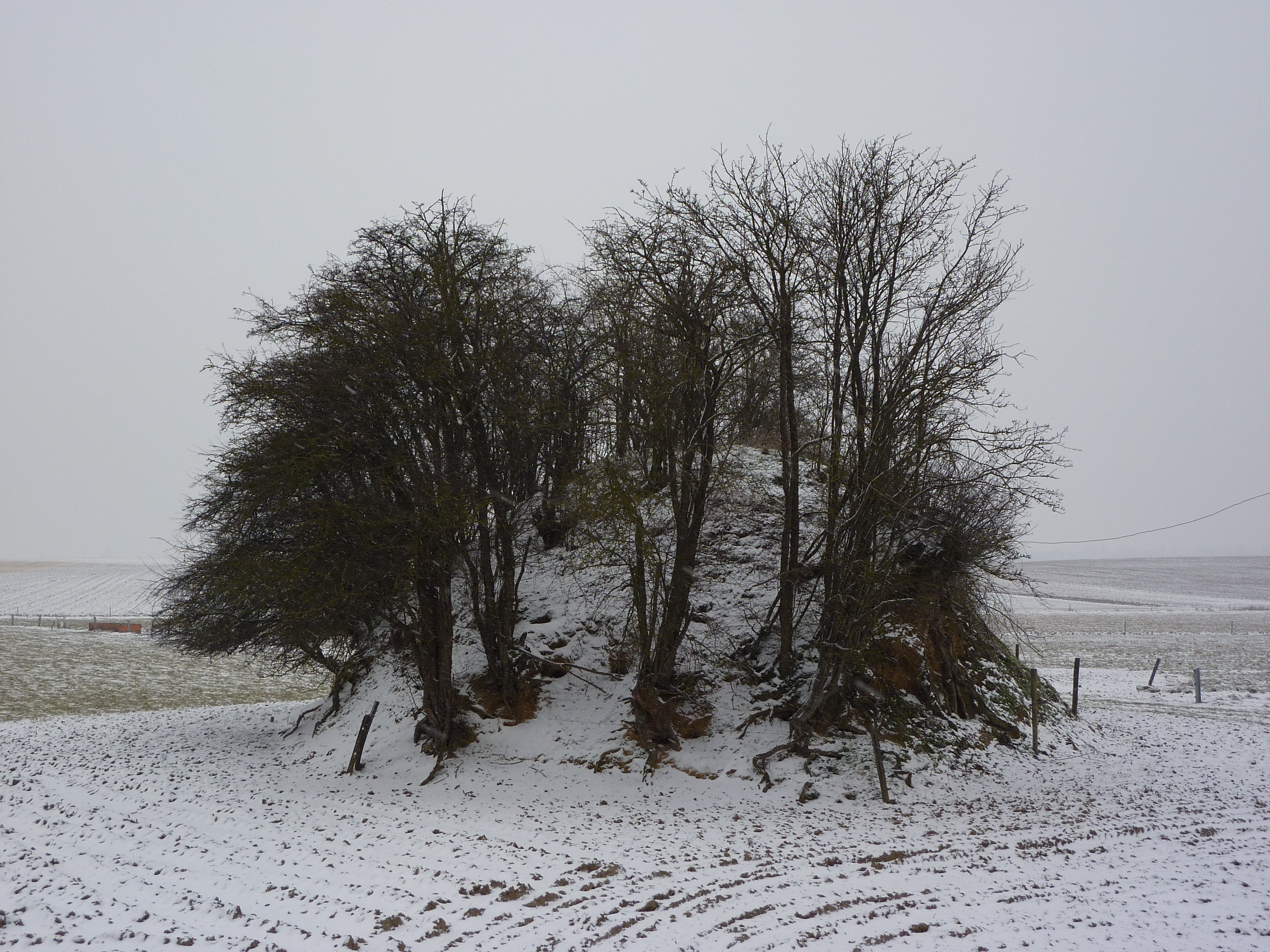
Tombe de l'Empereur
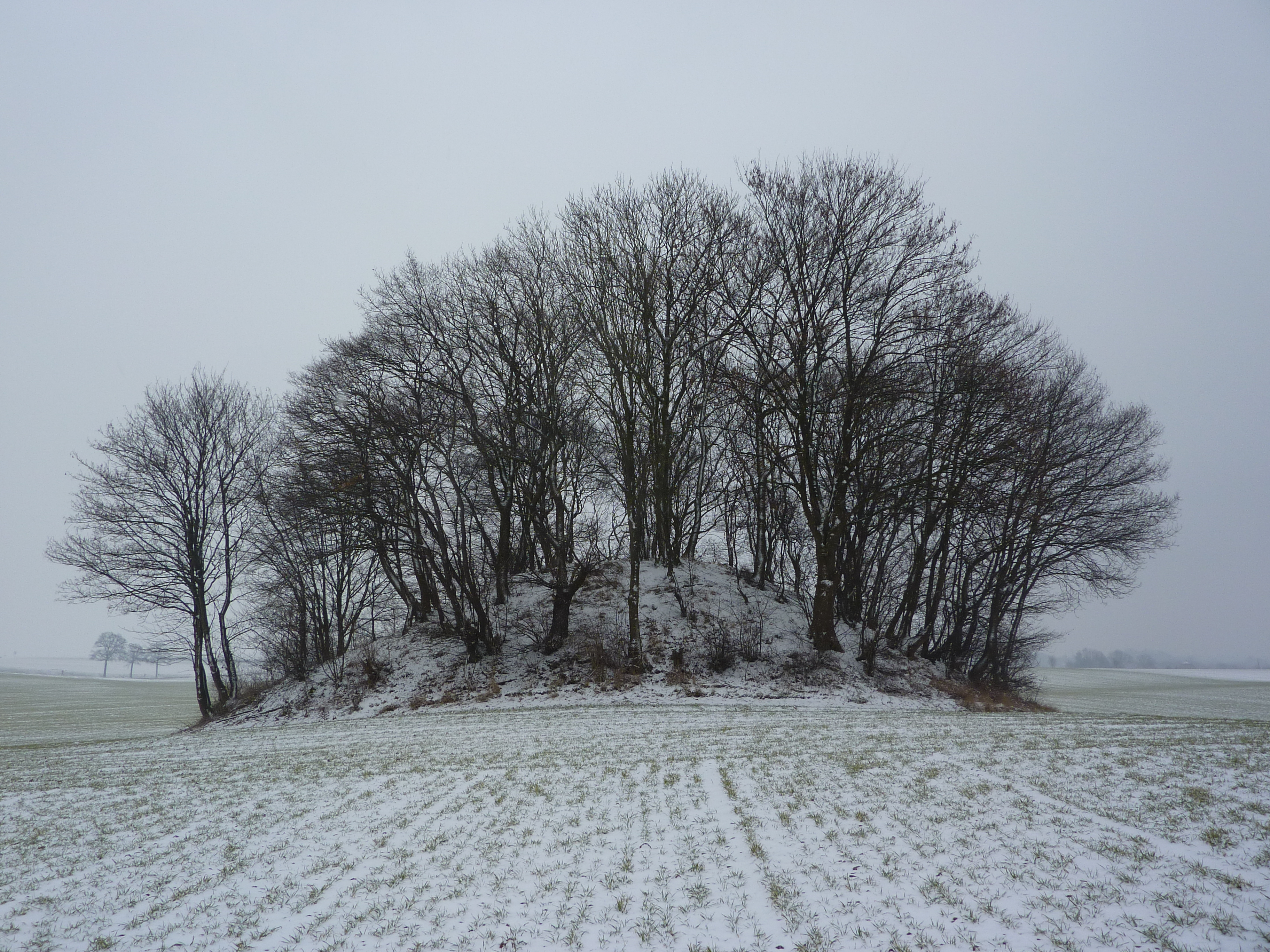
Tumulus d'Avennes

## Liste des tumuli
Explication du tableau ci-dessous :
- 2e colonne (n° Ferraris) : référence aux cartes de l'atlas de Ferraris (1777), indiquée au moyen d'un numéro et d'une référence à une grille, consistant en deux lettres (par ex. Ba ou Bd). Les majuscules A et B désignent respectivement la page de gauche ou de droite d'une carte. Les minuscules a,b,c,d indiquent respectivement le coin supérieur gauche (a), le coin supérieur droit (b), le coin inférieur gauche (c) et le coin inférieur droit (d) de chaque page.
- 3e colonne (n° IGN) : référence aux cartes topographiques de la Belgique éditées par l'IGN. L'IGN a utilisé une grille de 72 cases pour couvrir toute la Belgique. Chaque case est divisée en 8 sous parties (de 1 à 4 pour la partie supérieure et de 5 à 8 pour la partie inférieure) divisées à leur tour en Nord (N) et Sud (S).
- 4e colonne (#) : nombre de tumuli sur le site.

Le nom du tumulus indiqué sur la carte de Ferraris de 1777 diffère parfois du nom actuel, principalement parce que le nom du hameau ou du village que porte le tumulus a évolué depuis.
|    | n° Ferraris | n° IGN | # | Nom                           | Commune                 | Région | Coordonnées                 | Classement      |
| -- | ----------- | ------ | - | ----------------------------- | ----------------------- | ------ | --------------------------- | --------------- |
| 1  | 031Ac       | 37/7S  | 1 | Tumulus du Trou de Billemont  | Antoing                 | w      | 50° 34′ 15″ N, 3° 27′ 41″ E |                 |
| 2  | 055Bb       | 51/4N  | 1 | La Tombe                      | Givry                   | w      | 50° 21′ 56″ N, 4° 01′ 42″ E |                 |
| 3  | 077Bd       | 31/7N  | 2 | Tumuli de la Forêt de Soignes | Watermael-Boitsfort     | b      | 50° 47′ 16″ N, 4° 24′ 21″ E |                 |
| 4  | 082Ba       | 46/8S  | 1 | Tumulus de Marcinelle         | Charleroi               | w      | 50° 23′ 18″ N, 4° 25′ 39″ E |                 |
| 5  | 095Bb       | 32/5S  | 1 | Tombe à la Gate               | Huldenberg              | f      | 50° 44′ 58″ N, 4° 38′ 30″ E |                 |
| 6  | 096Bd       | 40/5N  | 2 | Tumuli de Noirmont            | Chastre                 | w      | 50° 36′ 08″ N, 4° 38′ 35″ E |                 |
| 7  | 097Ab       | 40/5S  | 1 | Tumulus de Tilly              | Villers-la-Ville        | w      | 50° 34′ 36″ N, 4° 33′ 17″ E |                 |
| 8  | 114Aa       | 40/2S  | 2 | Tumuli de Libersart           | Walhain                 | w      | 50° 39′ 17″ N, 4° 43′ 21″ E |                 |
| 9  | 114Ba       | 40/3S  | 1 | Tumulus de Glimes             | Incourt                 | w      | 50° 40′ 36″ N, 4° 49′ 58″ E | 1971            |
| 10 | 114Bd       | 40/8N  | 1 | Tumulus d'Hottomont           | Ramillies               | w      | 50° 37′ 22″ N, 4° 53′ 28″ E |                 |
| 11 | 115Bb       | 40/7S  | 1 | Tumulus aux Six Frères        | Éghezée                 | w      | 50° 33′ 31″ N, 4° 51′ 56″ E |                 |
| 12 | 132Ad       | 32/8N  | 3 | Tumuli de Grimde              | Tirlemont               | f      | 50° 47′ 59″ N, 4° 57′ 30″ E |                 |
| 13 | 133Ac       | 40/4N  | 1 | Tumulus de Piétrain           | Jodoigne                | w      | 50° 42′ 55″ N, 4° 55′ 17″ E |                 |
| 14 | 133Ba       | 33/5S  | 1 | Tumulus de Pépin de Landen    | Landen                  | f      | 50° 44′ 50″ N, 5° 03′ 46″ E | 19 avril 1978   |
| 15 | 133Ba       | 33/5S  | 1 | Tumulus de Middelwinden       | Landen                  | f      | 50° 45′ 42″ N, 5° 02′ 37″ E |                 |
| 16 | 133Bb       | 33/5S  | 1 | Tumulus de Betz               | Landen                  | f      | 50° 44′ 29″ N, 5° 06′ 05″ E |                 |
| 17 | 133Bc       | 41/4N  | 1 | Tumulus de Waesmont           | Landen                  | f      | 50° 43′ 54″ N, 5° 02′ 55″ E |                 |
| 18 | 133Bc       | 41/1N  | 1 | Tumulus d'Avernas             | Hannut                  | w      | 50° 42′ 05″ N, 5° 04′ 17″ E | 29 mars 1976    |
| 19 | 134Ad       | 41/5N  | 2 | Tumuli de Mirteaux            | Wasseiges               | w      | 50° 38′ 18″ N, 4° 59′ 48″ E |                 |
| 20 | 134Bc       | 41/5N  | 2 | Tumuli du Soleil              | Wasseiges               | w      | 50° 38′ 10″ N, 5° 02′ 01″ E | 1974            |
| 21 | 134Bd       | 41/5N  | 1 | Tombe de l'Empereur           | Hannut                  | w      | 50° 38′ 17″ N, 5° 05′ 07″ E |                 |
| 22 | 134Bd       | 41/6N  | 1 | Tumulus d'Avennes             | Braives                 | w      | 50° 38′ 04″ N, 5° 07′ 41″ E |                 |
| 23 | 135Aa       | 40/8S  | 1 | Tumulus de Hanret             | Éghezée                 | w      | 50° 35′ 18″ N, 4° 57′ 59″ E |                 |
| 24 | 135Ab       | 41/5S  | 3 | Tumuli de Seron               | Fernelmont              | w      | 50° 35′ 38″ N, 5° 00′ 30″ E |                 |
| 25 | 135Bb       | 41/6N  | 1 | Tumulus de Vissoul            | Burdinne                | w      | 50° 35′ 52″ N, 5° 07′ 51″ E |                 |
| 26 | 151Ac       | 41/2N  | 2 | Les Deux Tombes               | Gingelom                | f      | 50° 42′ 58″ N, 5° 09′ 57″ E |                 |
| 27 | 151Ac       | 41/2N  | 3 | Les Trois Tombes              | Gingelom                | f      | 50° 42′ 35″ N, 5° 09′ 40″ E |                 |
| 28 | 151Bc       | 41/3N  | 1 | Tumulus d'Oleye               | Waremme                 | w      | 50° 42′ 57″ N, 5° 16′ 56″ E |                 |
| 29 | 152Aa       | 41/2S  | 1 | Tumulus de Blehen             | Hannut                  | w      | 50° 40′ 07″ N, 5° 07′ 49″ E |                 |
| 30 | 152Ab       | 41/2S  | 5 | Les Cinq Tombes               | Geer                    | w      | 50° 39′ 04″ N, 5° 11′ 55″ E |                 |
| 31 | 152Ac       | 41/6N  | 1 | Tombe d'Yve                   | Braives                 | w      | 50° 36′ 21″ N, 5° 08′ 31″ E |                 |
| 33 | 152Ad       | 41/7N  | 1 | Tumulus de Vaux               | Villers-le-Bouillet     | w      | 50° 37′ 15″ N, 5° 13′ 49″ E |                 |
| 34 | 152Ba       | 41/3N  | 1 | Tumulus de la Plate Tombe     | Waremme                 | w      | 50° 41′ 17″ N, 5° 15′ 27″ E | 1979            |
| 35 | 152Ba       | 41/3S  | 2 | Tumuli du Bois des Tombes     | Waremme                 | w      | 50° 40′ 43″ N, 5° 14′ 26″ E |                 |
| 36 | 152Ba       | 41/3S  | 1 | Tumulus de Saives             | Faimes                  | w      | 50° 39′ 31″ N, 5° 14′ 21″ E |                 |
| 37 | 152Bc       | 41/7N  | 1 | Tumulus d'Aineffe             | Faimes                  | w      | 50° 37′ 23″ N, 5° 15′ 40″ E |                 |
| 38 | 152Bd       | 41/7N  | 1 | Tumulus de Verlaine           | Verlaine                | w      | 50° 36′ 51″ N, 5° 18′ 23″ E |                 |
| 39 | 153Ab       | 41/7S  | 1 | Tumulus d'Oultremont          | Villers-le-Bouillet     | w      | 50° 35′ 02″ N, 5° 13′ 11″ E |                 |
| 40 | 153Bb       | 41/8S  | 1 | Tumulus de Yernawe            | Saint-Georges-sur-Meuse | w      | 50° 35′ 40″ N, 5° 20′ 26″ E |                 |
| 41 | 154Bd       | 48/4S  | 1 | Tumulus de Ramelot            | Tinlot                  | w      | 50° 27′ 37″ N, 5° 20′ 36″ E |                 |
| 42 | 155Ba       | 48/7S  | 1 | Tumulus de Havelange          | Clavier                 | w      | 50° 23′ 26″ N, 5° 17′ 17″ E |                 |
| 43 | 169Aa       | 33/8S  | 1 | Tumulus de Fimal              | Heers                   | f      | 50° 45′ 25″ N, 5° 21′ 07″ E |                 |
| 44 | 169Ab       | 33/8S  | 1 | La Grande Tombe               | Tongres                 | f      | 50° 46′ 11″ N, 5° 26′ 21″ E |                 |
| 45 | 169Ac       | 41/4N  | 1 | Tumulus de Hodeige            | Remicourt               | w      | 50° 42′ 02″ N, 5° 21′ 52″ E |                 |
| 46 | 169Ad       | 41/4N  | 1 | Tumulus d'Herstappe           | Tongres                 | f      | 50° 43′ 25″ N, 5° 24′ 58″ E |                 |
| 47 | 169Ba       | 33/8S  | 1 | La Petite Tombe               | Tongres                 | f      | 50° 46′ 08″ N, 5° 26′ 40″ E |                 |
| 48 | 169Bc       | 42/1N  | 1 | Tumulus d'Othée               | Awans                   | w      | 50° 43′ 24″ N, 5° 27′ 34″ E |                 |
| 49 | 170Aa       | 41/4S  | 1 | Tumulus de Noville            | Fexhe-le-Haut-Clocher   | w      | 50° 40′ 01″ N, 5° 22′ 51″ E |                 |
| 50 | 170Ba       | 42/1N  | 1 | Tumulus de Xhendremael        | Ans                     | w      | 50° 41′ 50″ N, 5° 28′ 41″ E | 27 mai 2009     |
| 51 | 185Aa       | 10/5S  | 2 | Tumuli de Hamont-Achel        | Hamont-Achel            | f      | 51° 15′ 41″ N, 5° 30′ 40″ E |                 |
| 52 | 237Ab       | 56/7N  | 1 | Tumulus de Schinkelsknopf     | Saint-Vith              | w      | 50° 15′ 22″ N, 6° 06′ 55″ E | 25 janvier 2007 |
| 53 | 237Ac       | 56/6N  | 1 | Tumulus de Hochtumsknopf      | Burg-Reuland            | w      | 50° 13′ 54″ N, 6° 03′ 29″ E | 6 juillet 1998  |
| 54 |             |        | 2 | Tumuli Bois-des-Tombes Frizet | Namur                   | w      | 50° 29′ 37″ N, 4° 52′ 02″ E |                 |
| 55 |             |        | 1 | Tumulus Miltombe              | Bastogne                | w      | 50° 01′ 19″ N, 5° 44′ 57″ E |                 |

## Carte de Belgique
| 1 2 3 4 5 6 7 8 9 10 11 12 13 15 16 17 18 19 20 21 22 23 24 25 26 27 28 29 30 31 32 33 34 35 36 37 38 39 40 41 42 43 44 45 46 47 48 49 50 51 52 53 |